# Saltonacris scalprifer
Saltonacris scalprifer är en insektsart som beskrevs av Marius Descamps 1980. Saltonacris scalprifer ingår i släktet Saltonacris och familjen gräshoppor. Inga underarter finns listade i Catalogue of Life.